# 김민규 (1994년)
김민규(金旻奎, 1994년 12월 25일 ~ )는 대한민국의 배우이자 모델이다.

## 학력
- 광문고등학교 (졸업)
- 용인송담대학교 (졸업)

## 생애
김민규는 1994년 국회의원 경호원인 아버지 밑에서 자랐다. 조금만 잘 못해도 아버지에게 회초리로 종아리를 맞을 정도로 엄하게 자랐다. 운동을 즐겨했기 때문에 운동부에서 활동했다. 아버지가 은퇴하고 사업을 했다가 망해서 어려운 환경이었지만 아버지가 용인송담대학교에 입학할 수 있는 등록금을 마련했고 졸업했다. 2013년에 데뷔하면서 훈훈한 외모로 인기를 끌었다. 현재 옥탑방에 거주하고 있다.

## 출연 작품

### 영화
- 《더 파이브》 (2013년)[2]
- 《잡아야 산다》 (2016년) - 김태영 역[3]
- 《속닥속닥》 (2018년) - 민우 역
- 《장사리: 잊혀진 영웅들》 (2019년) - 최재필 역

### 드라마 & 시트콤
- 《몬스타》 (Mnet, 2013년)
- 《후아유 - 학교 2015》 (KBS2, 2015년) - 한이안 수영부 친구 역[1]
- 《시그널》 (tvN, 2016년) - 황의경 역[4]
- 《두근두근 가상연애》 (웹드라마, 2016년)
- 《그래, 그런거야》 (SBS, 2016년)
- 《오 마이 금비》 (KBS2, 2016년) - 젊은 모휘철 역
- 《마음의 소리》 (KBS2, 2016년) - 군인 1 역
- 《장영실》 (KBS1, 2016년) - 신숙주 역
- 《여신을 부탁해》 (웹드라마, 2017년) - 박주원 역
- 《이번 생은 처음이라》 (tvN, 2017년) - 연복남 역
- 《오늘도 형제는 평화롭다》 (웹드라마, 2017년) - 이상 역
- 《로맨스 특별법》 (웹드라마, 2017년) - 정의찬 역
- 《멜로홀릭》 (OCN, 2017년) - 유병철 역
- 《그냥 사랑하는 사이》 (JTBC, 2017년) - 진영 역[5]
- 《부잣집 아들》 (MBC, 2018년) - 김명하 역[6]
- 《식샤를 합시다 3》 (tvN, 2018년)
- 《좋맛탱》 (tvN, 2018년) - 이연남 역
- 《퍼퓸》 (KBS2, 2019년) - 윤민석 역
- 《간택 - 여인들의 전쟁》(TV조선, 2019년) - 이경 역
- 《편의점 샛별이》 (SBS, 2020년) - 강지욱 역
- 《가두리 횟집》 - (웹드라마, 2020년) - 이연남 역 (특별출연)
- 《그래서 나는 안티팬과 결혼했다》 - (웹드라마, 2021년) - 고수환 역
- 《설강화 : snowdrop》 (JTBC, 2021년) - 주격찬 역
- 《사내 맞선》 (SBS, 2022년) - 차성훈 역
- 《성스러운 아이돌》(tvN, 2023년) - 램브러리 / 우연우 역

### 방송
- 《우리동네 예체능》 (KBS2, 2015년)[7]
- 《너의 목소리가 보여 시즌 4》 (Mnet, 2017년)
- 《비디오스타》 (MBC Every1, 2017년)
- 《크라임씬 시즌 3》 (JTBC, 2017년)
- 《호구의 연애》 (MBC, 2019년)
- 《런닝맨》 (SBS, 2019년)
- 《심야괴담회》 (MBC, 2021년)
- 《집사부일체》 (SBS, 2022년)
- 《전지적 참견 시점》 (MBC, 2022년)
- 《식스센스 3》 (tvN, 2022년)
- 《황금어장 라디오스타》 (MBC, 2022년)
- 《놀라운토요일》 (tvN, 2023년)

### CF
- 아웃백스테이크하우스 (2013년)
- 동서식품 맥심 T.O.P (2014년)
- SK플래닛 11번가 (2014년)
- KT 올레 기가 와이파이 (2015년)
- 일동후디스 하이뮨액티브 (2022년)

## 수상 및 후보
| 연도 | 시상식             | 부문                               | 작품               | 결과 | 출처 |
| ---- | ------------------ | ---------------------------------- | ------------------ | ---- | ---- |
| 2018 | 제13회 숨피 어워즈 | 브레이크아웃 배우상                | 이번 생은 처음이라 | 후보 |      |
| 2018 | MBC 연기대상       | 남자 신인상                        | 부잣집 아들        | 후보 |      |
| 2019 | MBC 방송연예대상   | 남자 신인상                        | 호구의 연애        | 후보 |      |
| 2022 | SBS 연기대상       | 베스트커플상 (with 설인아)         | 사내 맞선          | 수상 |      |
| 2022 | SBS 연기대상       | 코미디&로맨스 부문 남자 우수연기상 | 사내 맞선          | 수상 |      |